# 宗谷 (船)
宗谷（そうや）は、海上保安庁の砕氷船。巡視船としての船番号は PL107。1938年進水、前身の大日本帝国海軍特務艦時代も含めて昭和期の多くの歴史的事件に関わり、特に1956年から1962年まで南極観測船（初代）を務め日本の南極観測事業の礎を築いたことで広く知られる。
海上保安庁の船としては現存する唯一の保存船で、現存する数少ない（見方によっては唯一の）帝国海軍艦船でもある。

## 概要
ソビエト連邦向けの商船（耐氷構造貨物船）として日本で建造されたが、日中戦争の激化に伴い引き渡し不可を決定。一旦栗林汽船や辰南汽船所属の地領丸となり、それを大日本帝国海軍が買い上げて宗谷の名前を受け継ぐ形で宗谷（そうや）となった。
太平洋戦争（大東亜戦争）では運送艦（雑用）として第四艦隊や、第八艦隊に所属し、輸送や測量任務に従事した。
敗戦後は復員輸送に従事したあと海上保安庁に所属し、灯台補給船、巡視船（南極観測船時代を含む）として服務した。1978年の退役後は日本海事科学振興財団が管理を受託し、永久保存を目標に保存船として公開されている。稼働を目標としない静態保存であるが船籍を残しており、月に1日ほど海上保安庁特殊救難隊の訓練施設として使用されている。
「宗谷」の船名は、海軍の軍艦としては2代目（初代の宗谷は、日露戦争で鹵獲された防護巡洋艦ヴァリャーグ。艦名は宗谷海峡由来）、海上保安庁の船としては初代。本艦は海軍に購入された際、特務艦命名基準により宗谷海峡にちなんで商船時代の「地領丸」から改名された。
日本で最初にヘリコプターを搭載した船でもあり、その運用実績は後継船となるPLH01そうや以降のヘリコプター搭載型大型巡視船に生かされた。

## 歴史

### 商船
1936年（昭和11年）9月18日、川南工業株式会社香焼島造船所はソビエト連邦通商代表部より、当時の基準で砕氷型貨物船3隻の発注を受けた。これはソ連から北満鉄路を買収した契約の一部であった。12月7日、砕氷型貨物船第107番船として川南工業株式会社香焼島造船所（長崎県）にて起工。1938年（昭和13年）2月16日、川南工業社長の長女 川南幸子の手によってソ連船ボロチャエベツ (Волочаевец) として進水。進水時の船体色は黒で、船名の下に「ペトロパブロフスク・カムチャツキー」と船籍港が書かれていた。
姉妹船ボルシェビキ (Большевики) は1937年（昭和12年）8月10日に、コムソモーレツ (Комсомолец) は1937年（昭和12年）10月20日にそれぞれ進水していた。しかし、第二次世界大戦直前の情勢に鑑み、ソ連への引渡はなされず、商船地領丸として竣工した。船体色は若草色に塗装されたという。同じ様にボルシェビキは「天領丸」、コムソモーレツは「民領丸」となった。なお3隻はロイド船級協会 (en) の規格に沿った性能であることが求められたが、1938年（昭和13年）2月10日、一番船ボルシェビキをロイド船級協会、極東主任検査官立会いのもとで公試運転したところ、性能が規定値に満たず不合格となっている。
本船と姉妹船はソ連向けに建造された砕氷、耐氷能力と、当時としては珍しい最新鋭のイギリス製音響測探儀（ソナー）が装備されていた民間貨物船だったため、大日本帝国海軍の興味を引いていた。時勢を睨み測量業務ができ、なおかつ大量輸送能力を持つ船を捜していたのである。また帝国海軍がこの時点で保有していた砕氷艦は大泊（1921年11月、完成）しかなく、新型で輸送任務にも対応可能な砕氷艦が求められていた。
だが本船はソ連との契約問題がこじれたため、帝国海軍が直接に買い上げることはなく、民間会社の貨物船として運航した。
1938年7月15日、日清汽船にチャーターされ、大連を基地にして天津、青島、上海を17-18日かけて往復する。積荷は主に雑貨であったが、季節によって林檎、肉、栗などを積んだ。1939年3月20日に契約終了。同日香焼島のドックに入り改装される。1939年5月7日、栗林汽船にチャーターされる。ファンネルマークは円の中に漢数字の「七」、函館を基地として占守島西岸にある蟹工場を結ぶ航路に就いた。行きは蟹工場で必要とされる機材や資材、さらに加工場で働く女工も運び、帰りは蟹、鮭、鱒、缶詰などの水産加工物を満載し函館を往復した。5月下旬、占守島から製品を積んで抜錨する。航行中、千島列島から北海道全域を覆う濃霧に見舞われたが、一般の貨物船にはないソナーによって、水深を測定しながら北海道を西に迂回し難を逃れた。
10月、栗林汽船の大連航路を最後にチャーターが解け、辰南汽船の朝鮮航路についた。12月10日、地領丸は横須賀に入港し、ここに商船としての航海を終えるに至った。商船としての最後の経歴は、川南工業と辰馬汽船が1939年4月に共同で設立した辰南汽船に所属していた。この間日本の戦略方針が南方対米重視となったこともあり、3隻を海軍へ売却する計画は消え、地領丸1隻のみが売却されることとなった。
姉妹船2隻のうち、天領丸は1941年10月頃に陸軍に輸送船として徴傭される。民領丸は1941年2月頃に陸軍に徴傭され、4月23日に工作船に改装された。

### 特務艦
1939-1941年
1939年（昭和14年）11月に海軍による買い上げが決まる。12月、海軍は227万5000円を購入費として計上した。12月20日、地領丸は東京石川島造船所深川第一工場のドックに回航し、乗組員は下船した。1940年（昭和15年）2月20日、「宗谷」と命名され、同日付で特務艦に編入、雑用運送艦（砕氷型）に類別された。雑用運送艦とは石炭、兵器等、積荷を限定せず、その時に応じて兵員や包装した食糧、ドラム缶入りの燃料等、何でも運び、測量、砕氷等の業務をおこなう艦のことである。なお、この日を正式購入日とする説がある。海軍が民間から購入した特務艦として唯一の事例となる。
石川島造船所にて、8cm単装高角砲1門、25mm連装機銃、測探儀室、測量作業室増設などの改装を行う。6月4日、特務艦としての改装工事が完了し、横須賀鎮守府籍となる。類別では運送艦だったが、海軍は老朽化した砕氷艦「大泊」の不足を補う役目を本艦に期待し、新鋭砕氷艦ができるまでの繋ぎとして千島・樺太など北洋水域の後方補給・物資輸送および同海域での強行測量艦として運用するつもりであった。初代特務艦長は山田雄二中佐。当時の艦体色は灰色だった。
12月20日、ソ連通商部は東京民事裁判所に提訴し、前払い建造費の返還と違約金の支払いを求めた。本船の購入問題は、ソ連政府がモスクワ駐在大使東郷茂徳に解決をせまるほどの大問題に発展する。裁判中にノモンハン事件が発生している。結局、裁判は1941年1月にソ連政府と建川美次大使との交渉で政治決着した。
6月4日、宗谷は長浦港のドックを出て横須賀に向かった。所属は横須賀鎮守府部隊付属となる。最初の任務は北樺太の調査だった。10月11日、紀元二千六百年特別観艦式に拝観艦の一隻として参加した（番外列13隻のうち9番目）。10月22日、松本亀太郎中佐が艦長に着任する。11月12日、測量、気象、海象観測任務のためサイパン島に赴く。12月16日、測量を終え横須賀に向けて出航した。
1941年（昭和16年）2月8日、再びサイパンに赴き、3月末まで調査を続けて横須賀に帰還した。5月7日、ポナペに向けて出港した。5月24日、コロニアに基地を置き、ポナペとトラック島の間を測量をおこない。7月30日トラック島へ戻った。トラック泊地は第四艦隊（司令長官井上成美中将、旗艦鹿島）の根拠地であり、宗谷も測量の傍ら輸送任務に従事した。

当時の宗谷は海洋測量艦としての機能を発揮するため、水路部より測量技師、技生と測量艇が常時二隻配置に付いており、遠洋漁船を徴用した測量隊の陣容は大所帯だった。多数の測量技術者、最新の測量機材器具を搭載し、フル回転させた技術は、艦の型の悪さに反して随一といわれていた。空にはラジオゾンデを何千個も揚げ、昼夜を問わず高層気象の観測に取り組み、九〇式測探儀、九一式探信儀、英式音響測探儀等、また電動手動のあらゆる機器を駆使して当時の軍機海図を作り上げた。8月26日、サイパンにて久保田智中佐が艦長に着任する。その後、東カロリン諸島、トラック諸島、ポナペ島の測量をおこない、11月1日、サイパンを出港。11月13日、横須賀に帰港し入渠した。
1941年12月8日、横須賀で日米開戦の報を受ける。
1942年
1942年（昭和17年）1月7日、宗谷は横須賀を出発、南洋にむかう
。1月20日付で第四艦隊（司令長官井上成美中将）に編入された。その後、幾度かトラック泊地と横須賀を往復した。この頃、南洋部隊（第四艦隊）は南雲機動部隊の支援を得て、ビスマルク諸島（ニューブリテン島、ニューアイルランド島）を占領した（ラバウルの戦い）。宗谷はビスマルク諸島やソロモン諸島の測量を命じられ、3月8日ラバウルに到着した。宗谷はラバウルを拠点に、ニューイアルランド島やブーゲンビル島の測量をおこなう。
3月22日、ラバウル周辺のマッサバ掃蕩作戦に参加する。この時、第八特別根拠地隊司令官金沢正夫中将が乗艦したため、宗谷に初めて将旗が掲げられた。3月23日、宗谷は浅瀬を通る水船のための泊地と水路調査を、測量艇による調査と音響測探を実施して、出入り水船の安全を確保した。これによりラバウル港に出入りする艦船に、真水を安心して供給できるようになった。3月下旬、北部ソロモン諸島の攻略をおこなう。八特根陸上警備隊を乗せた宗谷は、睦月型駆逐艦3隻（睦月、弥生、卯月）とともにショートランド島へ向かった。3月30日午前4時、ショートランド泊地に到着。陸戦隊を上陸させ通信機器を揚陸して通信所を仮設した後、水路測量に取り掛かる。この直後、米軍の双発飛行艇に襲撃されるが随伴の駆逐艦隊が応戦し撃退に成功する。同日午後4時、キエタに向かった。3月31日午前1時、ブーゲンビル島東側キエタ港に進入、艦内からも陸戦部隊を編制し、部隊はキエタ街に突入した、街はもぬけの殻だったので無血上陸に成功する。作戦を完了した宗谷はラバウルに戻った。
4月6日、13ミリ機銃2基増設。4月7日、陸戦隊と大発を搭載しラバウルを出港する。翌日早朝、タラシー湾に進入し、陸戦隊を揚陸させ無血上陸に成功した。同日にダンピール海峡の水路調査に向かった。
4月15日、デュークオブヨーク島に向けてラバウルを出港する。4月23日、測量中に敵双発機に襲撃されるも被害なし。4月下旬、第八根拠地隊はMO作戦の準備に入る（珊瑚海海戦）。宗谷の任務はニューギニア島東部の水路調査であった。
5月6日、13ミリ機銃1基増設、5月17日、13ミリ機銃1基を陸揚した。同17日、ミッドウェー作戦参加のため、第四艦隊の指揮下を離れラバウルを出発する。5月25日までに、ミッドウェー島占領隊と護衛部隊（第二水雷戦隊、第七戦隊）はサイパン島もしくはグアム島に集結した。
5月26日、連合艦隊の下令により宗谷は南洋部隊（第四艦隊）から除かれ、第二期・第三期作戦中は攻略部隊（指揮官近藤信竹第二艦隊司令長官、旗艦愛宕）に編入されることになった。占領地における測量が、宗谷の任務であった。
同26日、護衛隊指揮官田中頼三少将（第二水雷戦隊司令官、旗艦神通）は、低速の輸送船2隻（明陽丸、山福丸）を第21駆潜隊護衛下で先発させる。また宗谷も9ノットしかでないので、船団本隊の航路を単艦で先行させた。宗谷は単艦でミッドウェー島に向かった。
6月3日、第八戦隊の利根型重巡洋艦2隻（利根、筑摩）に信号を送る。ただし第八戦隊は南雲機動部隊直衛のため、宗谷以下船団部隊より遙か北方を航行中だった。攻略船団や宗谷の付近で行動していた巡洋艦部隊は、第七戦隊司令官栗田健男中将が指揮する最上型重巡洋艦4隻と朝潮型駆逐艦2隻である。
6月4日、ミッドウェー島北西500海里でB-17九機と交戦も被害なし。同日12時15分、宗谷はミッドウェー島約600浬地点で、敵味方不明の中型陸上機一機発見を報告した。
6月5日0900頃、南雲機動部隊の空母3隻炎上の速報が入る。1000、攻略部隊指揮官近藤信竹中将は、船団部隊の避退を下令した。これを受けて船団は撤退を開始した。同時刻、護衛部隊指揮官田中頼三少将は、低速の宗谷などにに対し、直ちにウェーク島への転針を命じた。
船団部隊は特に被害なく退避に成功する。
6月8日2030、近藤中将は『 二水戦司令官ハ九日補給終了後特令ニ依リ 第十六駆逐隊ヲ率ヒ護衛隊、占領隊ニ会合シ 二聨特、一木支隊ヲ大宮島及「サイパン」方面へ 第十一、第十二設営隊、慶洋丸、五洲丸ヲ「トラック」ヘ護衛シ　第一号、第二号、第三十四号哨戒艇ヲ原隊ニ復帰セシメタル上 内海西部ニ回航スベシ　第十六掃海隊、宗谷(第四測量隊)ハ右護衛任務終了後第四艦隊司令長官ノ指揮下ニ復帰ノコトトス 』と指示した。ウェーク島からポナペに撤収し、宗谷のMI作戦は終了した。
第四艦隊に復帰命令を受けたあと、ふたたびラバウル方面防備部隊に所属する。ポナペからトラック島を経由してラバウルに進出、ビスマルク諸島に戻ってきた。7月になると、ニューアイルランド島のカビエン周辺で行動する。カビエンとニューハノーバー島の間に散在する小島とステファン、バイロン両海峡の測量と航路浮標の設置の任務に就いた。8月4日、ラバウルに帰投した。第八艦隊（司令長官三川軍一中将、参謀長大西新蔵少将、先任参謀神重徳大佐）の指揮下に入る。8月7日、海兵隊第1海兵師団がガダルカナル島に上陸し、ガダルカナル島攻防戦が始まった。
第八艦隊は、佐世保第五特別陸戦隊と第81警備隊の兵士519名を敷設艦津軽、宗谷、明陽丸（5,628 t）に分乗させ、第二十一号掃海艇の護衛をつける。3隻（津軽、宗谷、明陽丸）は海軍陸戦隊を乗せ、フロリダ諸島の戦いでアメリカ海兵隊に占領されたツラギ島奪還に向かった。8月8日、セント・ジョージ岬沖合において、アメリカ潜水艦S-38 (SS-143)　の雷撃で明陽丸が大破、沈没する。奪回作戦中止命令により、宗谷はラバウルに戻った。同日、外南洋部隊指揮官三川軍一第八艦隊司令長官（旗艦鳥海）率いる“三川艦隊”がガ島の鉄底海峡に突入して第一次ソロモン海戦が発生した。だが宗谷や津軽が撤退していたので、第八艦隊は早期のツラギやヘンダーソン飛行場奪回に失敗した。
8月9日、ラバウルをB-17爆撃機少数が襲い、宗谷に至近弾となった。横須賀帰還命令を受け、トラック泊地を経由し、8月28日横須賀に到着した。
9月14日、横須賀からラバウルへむけて出港、9月下旬に到着した。10月5日、ラバウルからブインに移動する。ソロモン諸島北部の港湾測量、掃海、錘量浮標の設置を行った。ブカ島に向けて航行中の10月16日、B-17重爆2機から爆撃されたが、すべて至近弾となり難を逃れた。11月20日、ラバウルに帰投した。ラバウルも頻繁に空襲を受けるようになり、宗谷も危うい場面が幾度かあったという。
ふたたびブーゲンビル島に出動し、ブイン周辺の測量をおこなう。12月27日、ブインを出る。翌12月28日、ブカ島クイーンカロライン港に到着。翌年1月1-31日にかけて港付近の測量、掃海、錘量浮標の設置、海図の設計、ブカ島の滑走路に航空隊を導入のための下地作りをおこなった。
1943年
1943年（昭和18年）1月28日、ブカ島クイーンカロライン沖で測量海図の仕上げの最中の午前6時55分、敵潜水艦から発射された魚雷4本のうち1本が右舷後方に命中するも、不発であったため難を逃れた。護衛の第二十八号駆潜艇は爆雷を投下し、この潜水艦を撃破した。ただし、米軍の記録では該当する潜水艦の喪失記録はない。アメリカ潜水艦グリーンリング (USS Greenling, SS-213) の記録では1月18日、南緯02度04分 東経150度37分 / 南緯2.067度 東経150.617度の地点で宗谷撃破となっているが、この時期宗谷はブカ島クイーンカロライン近辺で測量などをおこなっていた。
4月26日、艦長が天谷嘉重大佐に交代した。4月28日、ラバウルを出発し水路測量のためサンタイサベル島に赴く。4月30日、イサベル泊地に到着。測量任務を開始した直後、翼を休めていた敵飛行艇と遭遇、撃ち合った後、敵飛行艇は飛び去った。5月5日、B-24と交戦。12分間の戦闘の間に、高角砲19発、20ミリ機銃120発、13ミリ機銃480発、7.7ミリ機銃138発の弾丸を撃ったが撃墜には至らなかった。機銃掃射と至近弾により測距儀を故障し、2名の負傷者がでた。同日夜カビエンに向けてイサベル泊地をあとにした。
5月23日、午前2時24分カビエンの港にて敵機の襲撃をうけた。至近弾の爆発の震動によって「九〇式一型改一転輪羅針儀（ジャイロコンパス）」と「音響測探儀」が故障し横須賀に修理に戻ることになった。6月3日、カビエンを出港し、トラック島に6泊したあとサイパンに寄港し、6月24日に横須賀に帰港した。
7月19日、横須賀を出港。7月29日にトラック泊地に到着。8月6日、駆逐艦夕月と第二十八号駆潜艇を護衛艦に、朝風丸、山霧丸、北開丸を率いてラバウルへ出発した。9月27日、輸送船団を率いてラバウルを出港、10月2日にトラック島に到着。10月8日、数隻の大発を搭載し上陸部隊を乗せマーシャル諸島クェゼリンに向かった。10月13日早朝、クェゼリンを目前にアメリカ潜水艦シードラゴン (USS Seadragon, SS-194) から雷撃をうけるも被害なし。午前9時クェゼリンに到着した宗谷は陸軍部隊が移乗した大発を見送ると、夕方にルオットへ移動した。
1944年
1月初旬、ブラウン島から燃料や食料の補給のためクェゼリンに向けて出港の用意をしていると前艦長の久保田智大佐（第24駆逐隊司令）が来訪「クェゼリンは食料が不足してる」と忠告され、トラック島に針路をかえた。
1月14日、久保田司令率いる駆逐艦海風などの護衛を受けてブラウン島を出航する。
1月18日、海風や涼風および潮（第7駆逐隊）などがトラック島に到着した。
2月1日、第八艦隊から連合艦隊付属に編入された。
2月17日、第58任務部隊 (Task Force 58) によるトラック島空襲に遭遇し、トラック泊地の夏島周辺で対空戦闘をおこなう。同17日午後、回避行動中に座礁した。アメリカ軍は、空母エンタープライズ (USS Enterprise, CV-6) の艦上攻撃機TBFアヴェンジャーにより、レーダーのみを用いた夜間航空攻撃を実施しようとしていた。
翌2月18日午前1時すぎ、夜間空襲によりに宗谷は損傷する。米軍機1機を撃墜するも、測探儀と20mm機銃が大破、副艦長を含む9名が戦死し、天谷艦長も重傷を負った。弾薬も使い果たす。福島大尉が指揮官を代行し機密書類を焼却した後、総員退艦命令を出した。2月19日、満潮により宗谷は自然離礁して漂流する。夏島に避難していた乗組員は、再び宗谷に乗り込んで応急修理を実施した。至近弾の衝撃で機関部に若干の損傷を受けていたが、他に大きな被害はなかったという。
こうして宗谷は脱出に成功したが、天谷嘉重大佐は艦放棄の責任とエニウェトクの戦いに巻き込まれた第四測量隊全滅の責任をとわれ、2月28日付で更迭された。
3月17日、トラック泊地を出港、サイパンに移動した。3月24日、宗谷は第十一水雷戦隊司令官高間完少将の指揮下、東松第二船団（陽炎型駆逐艦野分、神風型駆逐艦朝風、海防艦満珠、敷設艇巨済、駆潜艇4隻、宗谷含め加入船舶14隻）に所属してサイパンを出発、横須賀へ向かう。
3月26日、ボイラーの故障により護衛艦2隻と共に船団部隊からの離脱を余儀なくされる。3月28日、小笠原諸島父島の二見港に到着、応急修理を実施する。4月4日、二見港を出港。4月7日、横須賀に帰港する。4月9日、日本鋼管浅野ドックに入り、測量艦から輸送艦に改装される。測探儀や観測機器を撤去し、25mm機銃を4機増設、円管から海軍制式の水管缶の交換をおこなう。4月22日に出渠する。
5月7日、戦車第十一連隊第四梯団を乗せた天領丸と大湊で合流し、駆逐艦とともに護衛する。5月15日、幌筵島に到着。25日、横須賀に帰着、これ以降ボイラーの不調になやまされ、修理と試運転を翌年の2月まで繰りかえす。なお、姉妹船である天領丸とは最初で最後の行動となった。5月30日、志和彪大佐が艦長就任。8月20日、志和彪大佐横須賀にて退艦。8月28日、三式一号電波探信儀三型を搭載する。
1945年
1945年（昭和20年）1月20日、横須賀鎮守府付属の雑用艦に配置換えがあり、宗谷は2月に輸送任務に復帰する。2月27日、「特攻輸送艦」として軍事物資を積み横須賀を出港。3月2日、室蘭に到着。3月4日、山内正規大佐が艦長に就任する。このあと物資を荷揚げして石炭などを搭載。青森県八戸に石炭を運んで室蘭に戻る。3月23日、横須賀に帰港する。これをもって第一次輸送任務を完了する。3月25日、第二次輸送任についた。5月29日、姉妹船「天領丸」がアメリカ潜水艦スターレット (USS Sterlet, SS-392) に撃沈された。天領丸が海に消えた日、宗谷は第四次輸送任務を終えて横須賀軍港にいた。6月19日、第五次輸送任務を完了する。6月24日、物資を積載し、満州にむけて神津丸、永観丸を連れて横須賀を出港。同日午後、海防艦四坂、第五十一号駆潜艇と横須賀沖で合流し、護衛についた。6月25日、第三十三号掃海艇が護衛に加わる、6月26日、宗谷は第一六二四船団（神津丸、永観丸、海防艦四坂、第五十一号駆潜艇、第三十三号掃海艇）と大湊警備府第九〇三海軍航空隊の九〇三空の水上機隊の航空支援を受けて船越湾大釜崎沖を航行中、アメリカ潜水艦からの雷撃をうける。この攻撃で神津丸が轟沈、永観丸が被雷擱座、魚雷1発が宗谷の下を通過した。宗谷と護衛艦は爆雷で反撃し、潜水艦を撃退した。
7月27日、横須賀に帰港し第六次輸送任務を完了する。同日ドック入りする。8月2日、横須賀でドック入りしている時、戦艦長門、病院船氷川丸と共に空襲を受ける。被弾した敵機が補助燃料タンク（増槽）を投下して逃避したが、このタンクが宗谷の機関室真上の天窓に命中、ガラスを破損しガソリンが機関室内で蒸発する。室内に気化したガソリンが充満してしまったが、幸い入渠中のため火気がなく爆発を免れる。空襲が終わった後、宗谷乗組員は長門に派遣された。翌8月3日、横須賀鎮守府の避退指令を受けた宗谷は、標的艦大浜を伴い女川に向かった。8月4日、女川に到着し、大浜は同地に残る。8月6日夕方、宗谷は第七次輸送任務のため室蘭に向けて単独で出港した。
8月7日早朝、第37任務部隊 (Task Force 37) に接近されるが霧が濃くなり、その霧に包まれた宗谷は八戸港に逃げきることに成功する。この霧は乗組員に神の衣と呼ばれた。8月8日早朝、八戸を出港、同日午後室蘭に到着する。8月15日、室蘭港で防空訓練中に、終戦をむかえた。
8月17日、石炭を積んで室蘭を出港する。八戸港を経由して8月21日、横浜湾に到着する。台風の影響により横須賀港に入ったのは8月24日の午後4時だった。同日、第七次輸送任務を終了する。8月29日、軍艦旗を降ろす。8月30日、引き渡しを終了。山内艦長以下全員退艦。9月5日に海軍籍から除籍された。

#### 艦長
艤装員長
- 山田雄二 中佐：1940年4月24日[144] - 1940年6月4日[145]

特務艦長/艦長
- 山田雄二 中佐：特務艦長 1940年6月4日[145] - 1940年10月22日[146]
- 松本亀太郎 中佐：1940年10月22日[146] - 1941年8月11日[147]
- 久保田智 中佐：1941年8月11日[147] - 1943年4月26日[148]
- 天谷嘉重 大佐：1943年4月26日[148] - 1944年2月28日[149]、以後1944年5月30日まで艦長を置かず。
- 志和彪 大佐：1944年5月30日[150] - 1944年8月20日[151]、以後1945年2月18日まで艦長を置かず。
- 山内正規 大佐/第二復員官：1945年2月18日[152] - 艦長 1945年12月20日[153] - 1946年2月13日[154]
- 土井申二 第二復員官/第二復員事務官：1946年2月13日[154] - 1946年6月1日[155]
- 田上明次 第二復員事務官/復員事務官：1946年6月1日[155] - 1946年8月15日[156]

#### 引揚船（S119）
終戦後の1945年10月1日、宗谷はGHQから大蔵省へ移管手続が行われ、大蔵省の財産として返還された。同日付で日本商船管理局に所属するSCAJAP番号S-119が与えられ特別輸送艦S119となった。このとき宗谷丸と改名されたが艦名表記は宗谷のままだった。
10月7日、ヤップ島復員任務のため浦賀を発する。10月24日に帰還する。11月20日、グアム、トラック方面復員任務のため浦賀を発する。12月1日、第二復員省の開庁に伴い横須賀地方復員局所管の特別輸送艦に定められる。12月12日に大竹で揚陸後、呉に移動した。12月26日、上海方面復員任務のため呉を発する。以後、台湾、ベトナムのサイゴン、葫蘆（コロ）島からの復員任務に従事した。
1946年3月23日、台湾の高雄からの引揚者輸送中、船内で妊婦が産気づき出産、無事に女児が誕生。名付け親になった土井申二艦長は宗谷の一字をとって宗子（もとこ）と名付けた。1946年8月15日、特別輸送艦の定めを解かれ、8月31日付で船主が大蔵省から民間組織の船舶運営会に移籍し特別輸送艦から民間組織の引揚船になった。
1947年6月下旬、樺太から引揚者輸送中に船内で女児誕生。当時の船長が名付け親となり宗子と名づけた。1947年から1948年にかけては、大連、朝鮮、樺太からの引揚輸送に従事した。1948年11月に引揚任務を終了するまでに運んだ引揚者の総数は、19,000名以上にも達した。

### 灯台補給船そうや（LL-01）
1948年（昭和23年）11月の引揚任務終了後、宗谷丸は商船風に外見を改め、真岡-函館間の輸送業務に従事していた。1949年（昭和24年）8月1日、宗谷はGHQより正式に帰還業務を解かれた。8月13日に来訪した海上保安庁の係官福井静夫により調査された宗谷丸は使用可能と判断された。当初、海上保安庁は宗谷丸を水路測量船として使用する予定だった。しかし、民間からチャーターし灯台補給船として使用していた第十八日正丸が船主から解傭を求められ返還するのに伴い、急遽灯台補給船の代船が必要になり、この宗谷丸が候補船の一隻となった。候補船になったもう一隻は当時青函連絡船で用いられていた宗谷丸であり、こちらは元々稚泊連絡船用砕氷客貨船として設計建造された船で砕氷能力もあったため候補船として適当と考えられていた。だが、GHQが求める設標船としては測量艇のデリックを備えた海上保安庁の宗谷丸のほうが好都合だったため、最終的にこちらが選出された。このとき同名船2隻を候補としたため、海上保安庁籍の方の宗谷丸を宗谷に再改名することになった。
11月に小樽より東京港竹芝桟橋沖に回航された宗谷は、12月12日付で海上保安庁へ移籍した。もっとも宗谷は海上保安庁発足時から水路測量船としてその保有を既定事実的に認められており（昭和23年法律第28号 海上保安庁法第38条）選定されるべくしての編入であった。石川島重工業で改装工事に着手、ソナーを撤去、売店を設置、海軍制式の水管缶から円管に再び戻される。船体は白に塗り替えられ、五代目灯台船「羅州丸」の号鐘を継承した。
1950年（昭和25年）4月1日、改装を終えた宗谷は七代目灯台補給船（LL-01）となった。この頃、灯台を回る一年間のコースは、東京港竹芝桟橋沖を母港として、春は本州を一周、夏は宗谷岬など北海道中心、秋は九州本土、南西諸島、冬は瀬戸内海の島々と四国地方を巡った。1952年（昭和27年）6月頃、改装され、スペリーSO-3 対水上捜索用レーダー設置、SCAJAP番号廃止、船名をひらがな表記にした。
灯台補給船時代の特殊な任務に、奄美群島現金輸送がある。1953年（昭和28年）12月15日、同年度第三次補給航海を終えて門司港に入った宗谷に鹿児島港回航の命令がでた。アメリカ統治下にあった奄美群島が、1953年12月25日に日本に返還されることになり、それにともなう約9億円の現金と通貨交換業務要員の輸送をするため、当時、海上保安庁最大の船だった宗谷が指名された。12月20日深夜、鹿児島を発した宗谷は21日名瀬に入港、各島を回り、12月25日に名瀬に帰港。12月27日には「日本復帰祝賀式典」に出席した国務大臣一行を乗せ、12月28日に鹿児島に戻った。明けて1954年1月3日、再び名瀬に向かう。各島で米軍統治時代の軍票を回収し、通貨交換業務要員を乗せる。1月9日、鹿児島に帰還した。
1950年4月20日-6月6日、第一次補給航海を実施した宗谷は、南極観測船転用のため灯台補給船を解役されるまでの5年半、この任にあたった。宗谷は灯台守からは就役直後は「燈台の白姫」、晩年は「海のサンタクロース」と呼ばれ親しまれていた。当時大ヒットした映画「ビルマの竪琴」、「喜びも悲しみも幾歳月」には灯台補給船時代の宗谷が登場する。
1955年7月25日-8月27日、麻布海洋少年団を乗せて日本半周の第二次補給航海を行った。

#### 船長
- 吉井三郎：1949年12月12日-1951年2月[169]※第十八日正丸から引き継ぎ[169]
- 鈴木正雄：1951年2月-1953年7月[169]
- 小方望：1953年7月-1954年2月[169]
- 松原周吉1954年2月-1955年12月24日[169]

### 南極観測船宗谷 SÔYA（PL107）
選定から改造

南極への航路

1957年（昭和32年）7月1日から1958年（昭和33年）12月31日に開催される国際地球観測年（International Geophysical Year、略称:IGY）にあわせて、日本は南極観測を行うことにし、1955年（昭和30年）7月に開催された第1回南極会議に文書で南極観測参加の意志を伝えた。それに伴い、砕氷船が必要となった。候補として宗谷とともに国鉄の宗谷丸などが選定される。砕氷能力や船体のキャパシティは宗谷丸のほうが勝っていたが、改造予算の問題や耐氷構造、船運の強さ（魚雷を被弾するも不発弾等）船齢等の結果、最終的に宗谷が選定された。
1955年11月24日-12月12日には、三菱日本重工横浜造船所のドックで総点検が実施された。12月24日、灯台補給船としての解任式が行われ、同日をもって巡視船（PL107）へ種別変更された。一般的に南極観測船として知られる本船だが、海上保安庁での扱いは大型巡視船だった。12月28日、海上保安庁船舶技術部は2400馬力の主機関を2基、新潟鉄工所に発注した。
1956年（昭和31年）1月23日、宗谷の改造および運航に関する業務を円滑に実施するため、海上保安庁内に南極調査船宗谷整備委員会を設置した。また本格的砕氷船への改造は、日本にとって初の経験であったので、内外の資料により調査研究を行った。1月31日、さらに慎重を期するため、海上保安庁内に宗谷設計審議会を設置し、造船の学職経験者を委員に委属した。2月13日、適格造船所十社を指名して入札をおこなったが不調に終わり、翌2月14日も再入札も不成立に終わったが、最低入札だった日本鋼管（現ジャパン マリンユナイテッド）浅野船渠に随意契約の形で改造工事を依頼することになった。しかし修理を専門とする浅野船渠では詳細図面の作成はできなかったことから、海上保安庁船舶技術部長の水品政雄は、船舶設計協会常務理事の牧野茂に詳細図面の作成を依頼した。
3月12日、日本鋼管浅野船渠で海上保安庁船舶技術部の徳永陽一朗を監督官とし、南極観測船への改造工事に着手、造船所以外からも集まった職人達が意地とプライドを賭けて突貫工事を始めた。一方、独自に新技術を編み出していた各企業全454社も惜しげもなく資材を提供し、10月17日、竣工した。
宗谷は以下のような改造を受けた。船首部はアメリカのウィンド級砕氷艦を参考に、厚さ25mmのキルド鋼板製で、喫水線に対し27度の傾斜角を有する新船首部に改造する。これにより1mの砕氷能力を得た。復原能力の大幅強化、デリックブームの新規交換、レイセオン社製の観測用/航海用40マイル大型レーダー及び見張所の新設、船体色を巡視船の白からアラートオレンジに塗装、蒸気機関からディーゼル機関2機2軸への換装を行う。これにより航続距離が8ノット4080海里から、12.5ノット14950海里と大きく延伸した。ファンネル換装、11m大発型救命艇含む作業艇4隻及びダビットを換装、宇宙線観測室の新設、後部マストを門型に換装、居住区の換装、舵の換装、ヘリコプター発着飛行甲板の新設、ヘリコプター格納庫の新設、バルジタンクの新設、ベル47G型ヘリコプター2機の搭載、セスナ180型1機の搭載、ビルジキール撤去、QCU-2型ソナー、音響測探儀を最新の物に再装備。まだ護衛艦などでもヘリの搭載例は無く、戦後日本の艦船としては最初の本格的な回転翼機搭載を実現した。
第1次観測(1956年11月8日-1957年4月24日)

第1次観測出発前夜の宗谷

初代南極観測船として、東京水産大学（現東京海洋大学）の海鷹丸二世(1.452t)を随伴船に従え、1956年11月8日、東京晴海埠頭の1万人以上の大群衆と島居辰次郎海上保安長官、乗組員、観測隊員の家族らを乗せた巡視船「むろと」（PL-03）、「げんかい」（PM-07）、「つがる」（PL-105）に見送られ、宗谷は永田隊長、西堀越冬隊長以下第1次南極観測隊員51名、松本船長以下乗組員76名、樺太犬22頭（オス犬20頭・メス犬2頭）、猫1匹、カナリア2羽を乗せ、南極に向け出港した。

11日巡視船おおよどが接近し挨拶を交わす。戦艦大和沈没地点にて花束献花、14日早朝、ルソン島沖にて花束を献花。翌日フィリピン洋上で台風19号に遭遇、16日、台風20号が発生し、二つの台風にはさまれた宗谷は横揺れが40度にも達しそれをなんとか切り抜けたがセスナ機のさちかぜが損傷した。20日、松本船長は出港前に訪ねてきた元士官の「戦時中宗谷が沈まなかったのは艦内の宗谷神社のおかげ」とアドバイスされたことを思い出し「宗谷神社」を復活させた。この船内神社は海上保安庁始まって以来、最初に誕生した船内神社となった。23日シンガポールに到着、さちかぜの修理と補給を行った。28日シンガポールを出港。12月1日、赤道を通過、甲板上で赤道祭が行われた。12月5日、インド洋上でほうおう座流星群に遭遇、この流星群の母彗星は100年以上行方不明だったブランペイン彗星であることが2005年に判明した。

12月19日、ケープタウン入港、海鷹丸と合流。20日-25日、船内の一般公開をおこない5日間で7,000人以上の人が見学におとずれた。24-25日、元旦は暴風圏の最中でゆっくりできないので、後甲板に模擬店とクリスマスツリーを設けケープタウンの人々とともに盛大に祝った。25日、午後6時半ソ連の観測船コオペラツィア号（3850t）が入港し、午後9時ソ連観測隊隊長以下5名が交歓のため宗谷に来船した。29日、大阪商船「ぶえのすあいれす丸」に見送られケープタウンを出港。1957年1月3日、海鷹丸からアメリカ観測隊のアネーブ号(12.700t)がアデア岬沖合で氷山にはさまれ、浸水しプロペラが折れ脱出困難との報告を受ける。4日暴風圏を通り抜けて最初の氷山に遭遇。7日、宗谷は偵察にベル47G型ヘリコプターを飛ばした。このヘリコプターは日本航空史上初の南極を飛んだ航空機となった。10日、パックアイス縁に到着、海鷹丸から航空機燃料入りのドラム缶47本を受け取り、ここで海鷹丸と別れ宗谷はパックアイスに進入していった。16日、偵察に出たさちかぜ号がプリンスオラフ海岸に沿って続く細長い開水域を発見。この開水域は「利根水路」と名付けられ宗谷はこの水路に向けて進んでいった。
1957年（昭和32年）1月24日、南緯69度00分22秒・東経39度35分24秒オングル島プリンスハラルド海岸に接岸。1月29日、公式上陸、第1次南極地域観測隊が昭和基地を開設、宗谷がプリンスハラルドに接岸の間、「プリンスハラルド宗谷船内郵便局」が船内に置かれた。2月13日オングル島の北にある小島に「宗谷神社」を分祀しこの小島を「宗谷島」と命名した。14日、この日まで151tの氷上輸送に成功。15日、越冬隊員に見送られ離岸したが、翌日天候が悪化し氷に閉じ込められた。28日早朝、天候が回復しビセット状態から解放され、外洋に向けて砕氷再開。午後2時、氷原の中間点にて海鷹丸の誘導で救援に到着したソ連の砕氷船オビ号（全長130m、排水量7.500t、満載排水量12.600t、8.000馬力）と会合。オビの航跡を追い午後11時、外洋への脱出に成功し海鷹丸と合流。オビ号とケープタウンで落ち合う約束をした後オビ号と別れ帰路についた。

3月4日、ケープタウン沖の暴風圏で宗谷は最高片舷69度に及ぶ横揺れに見舞われたがこれを見事に切り抜け、3月10日ケープタウンに寄港。13日オビ号が寄港、両船の船長と隊長は相互訪問を行い祝宴が開かれた。またオビのソ連科学者と宗谷の日本科学者において科学情報の意見交換がおこなわれた。3月15日、永田隊長、山本航海長は南極本部の命令により空路で帰国し、宗谷もケープタウンを発った。4月5-13日までシンガポールに寄港後、台湾沖を経由し。海鷹丸はコロンボと香港を経由し、21日、鹿児島沖にて鳥居長官を乗せた巡視船さつま（PL-105）と会合。23日午後9時、宗谷と海鷹丸は羽田沖にて合流。4月24日、陸、海、空をうめつくす大観衆に迎えられ東京の日の出桟橋に帰港した。
第2次観測(1957年10月21日-1958年4月28日)

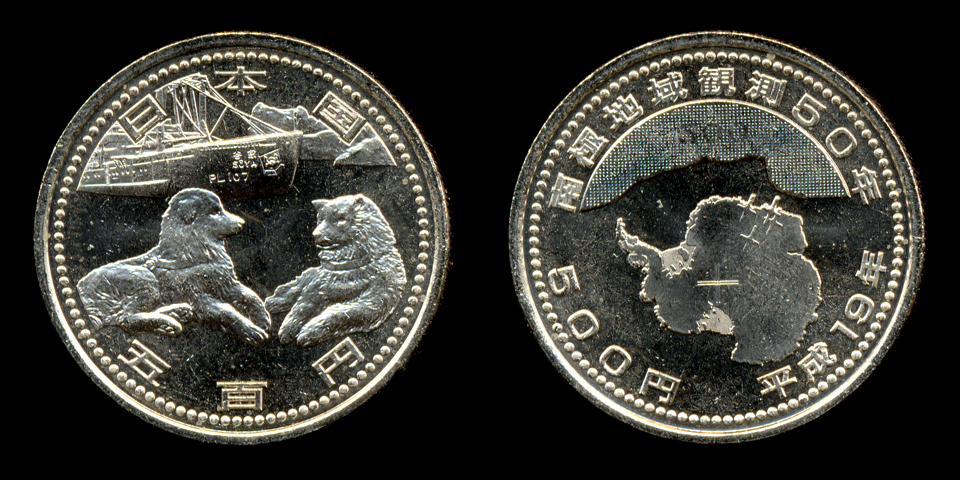
南極地域観測50周年記念500円硬貨。タロとジロの向こう側に宗谷がいる。

第2次改装を終えた宗谷

第2次観測出発直前の宗谷

南極本部は第1次行動における輸送・氷海航行の経験をかんがみ、第2次にそなえ宗谷の再使用の可決を早急に決定する必要があったため、永田隊長、山本航海長を空路で帰国させ詳細な報告を受けた。これにもとづき種々検討の結果、宗谷より砕氷能力の高い船舶を使用することが望ましいが、内外ともに適船を得る見込みがないので宗谷の砕氷能力その他の性能を改善を実施して使用することが決まった。また随伴船も必要ないことが決まり、宗谷単独航海となった。4月28日、東京日の出桟橋にて一般公開の後、5月2日、横浜浅野ドックに回航し工事開始。6月1日、宗谷の運用を円滑にするため第3管区東京海上保安部から海上保安庁警備救難部へ配属替えした。
第1次の反省を踏まえ特製ビルジキールを装着、水上機をデ・ハビランド・カナダ DHC-2の昭和号に換装、砕氷能力を1.2mに高め、積載量500tに増大、海洋観測及び極地航海のため10000mの極深海用音響測深儀をソナー室に装備、舷側の氷の状態を確認するため30cm探照灯2つと投光器8個を増設、暴風圏での姿勢安定のため帆を常備するなどの改善を行った。10月9日東京港日の出埠桟橋に接岸していた宗谷を高松宮夫妻が見学した。第一次の経験を元に出港を10月21日に繰り上げたものの、この年の南極の気象状態はきわめて悪く、宗谷以外にも各国砕氷船が氷に閉じ込められた
。この時は救援を待たず脱出に成功したが、1958年2月1日には密群氷を航行中に左スクリュー・プロペラ1枚を折損した。6日、46日ぶりに外洋に脱出に成功し、7日、アメリカ海軍のウィンド級砕氷艦「バートン・アイランド」号と会合。支援を受けて8日、密群氷に突入したが、その日の午後3時半、誘導していたバートン・アイランド号のベル型ヘリコプターが不時着し救出活動に入って進入をやめ、ここから昭和号を飛ばすことになった。11日、6便に分かれて1次越冬隊11名、母犬シロ子、子犬8匹、雄の三毛猫タケシ、カナリア2羽が宗谷に帰船。12日、2次隊隊員3名が昭和基地に到着。13日、天候の悪化により空輸が困難となった。同日、船長・航海士・機関長・操舵手らが宗谷の前方300メートルくらいの所に大型の未確認動物を目撃、それは30秒くらい見えていたが機関長がカメラを取って船橋に戻って来た時には見えなくなっていたので写真を撮影する事はできなかった。当時の船長であった松本満次が自著にて南極ゴジラと記述した。14日、晴れの間をみて昭和号を飛ばし2次隊隊員3名を収容、これ以降天候が悪化、15日、バートン・アイランド号は砕氷航行中、氷盤に乗り上げ動けなくなってしまい宗谷がロープで引っ張ったがロープが切れてしまった。16日、バ号側が氷盤を爆破して抜けだすことに成功。2月17日、外洋に脱出し18日、密群氷に再進入し昭和号を発進させられそうな水路や氷山を探したが見つからず、19日、風速30メートルを超える吹雪により探照灯と電話アンテナがもぎ取られた。2月24日、南極本部より第二次越冬・本観測を放棄せよとの命令が下り計画を断念し帰途についた。これがタロとジロの物語につながる。
3月7-13日、ケープタウン寄港、潜水作業を行い、損傷箇所を調査したが応急修理を要しないことが確認された。4月7-15日、シンガポール寄港。4月28日、日の出桟橋に帰港し第2次南極観測行動を終了。
第3次観測(1958年11月12日-1959年4月13日)
第2次観測終了後、斉藤主計長がケープタウンで購入したシルバーリーフ5鉢が昭和天皇に献上されることが決まった。5月3-5日、日の出桟橋にて一般公開を開催、日の出桟橋から浜松町駅まで行列ができた。7日、映画ぶっつけ本番のロケを行った後、横浜港に向けて出港。8日横浜港開港百年祭にて帆船海王丸 (初代)と共に一般公開をおこなった。

第2次観測の失敗を経験に第3次観測では雪上車による輸送体勢から大型ヘリコプターによる空輸を主体とすることに方針転換し、3回に亘る航空輸送機会議の結果、輸送用大型ヘリコプターの候補としてシコルスキーS58型とバートル44型の2種が選定され、両機とも性能上から甲乙の差はなく、海上保安庁は審議の結果機種の選定については次長、警救監他11名が選定調査官となり、バートル44は5月29日、米軍昭和基地にて試乗調査をおこない、シコルスキーS58は6月3日米軍追浜ヘリポートにて機体の性能、装備品等の説明受け、公開飛行を見学した。この報告を受けた鳥居長官は6月8日に海上保安庁幹部による打合会を行い、バートル44は発注生産であり事前訓練に最少2か月を要することが必要となり見送られ、シコルスキーS58は海上自衛隊が対潜哨戒機として20数機が量産中でありこの中から割くことにし、海上保安庁に就役中のシコルスキーS55で訓練できると判断され、シコルスキーS58の採用が決まり、10月11日、宗谷に搭載され27日まで訓練を行った。
第3次改装では大型ヘリ発着甲板を従来のヘリ甲板の上に増設し、小型ヘリ格納庫を撤去、航空機ガソリンタンク新設、航空司令室を増設、ヘリコプター吊上げ用のクレーン増設等の、ヘリコプター運用に特化した航空母船式に大改装され、世界ではじめての砕氷航空機母船となった。偵察用ベル47G2機、シコルスキーS58型2機、測地用DHC-2ビーバー1機を搭載した宗谷は乗組員や観測員からヘリ空母、ミニ空母と呼ばれていた。大型ヘリコプターによる人員、物資、資材を基地まで空輸するという、前例の無い輸送方法だった。また生物実験室、化学分析室の新設、地磁気、極光、夜光、電離層、宇宙線、海象、氷象、気象等の船上観測設備も一新され、観測能力も大幅に強化された。島居辰次郎長官は「この空母型の改造で船体の8割余もその原型をとどめず、改造することになった」と語った。
1958年10月27日東京港日の出桟橋で船内と201号機の着船訓練を当時の皇太子と正仁親王が見学。11月12日、松本船長以下92名の乗組員と永田隊長、村山越冬隊長以下36名の観測隊員と樺太犬の子犬3頭
を乗せて東京の日の出桟橋を出港。12月19日、ケープタウンに入港、翌20日初の外国人オブザーバー、D.J.メロイが乗船。
1959年（昭和34年）1月14日午前8時15分、宗谷は水平線上にグリーンフラッシュ現象が現れるなか、昭和基地から約163kmの地点を空輸拠点と定め氷盤に横付けし、氷盤にヘリポートを設置。午後1時38分、S58型201号が発進した。第一便のヘリが昭和基地上空で走り回る熊のように大きな犬2頭を発見、午後10時15分、第五便のヘリで到着した第1次越冬隊で犬係だった北村泰一が2頭の犬をタロとジロと確認。
1959年2月1日、宗谷から昭和基地へ輸送した物資は57tに達し、第3次南極観測隊の隊長永田武は、第3次越冬隊の成立を宣言する。そして、囲まれていた氷を爆破すると宗谷は離岸した。2月3日、宗谷は氷に囲まれて身動きがとれなくなったベルギー隊のポーラーハブ号（600t、1200馬力）を救出にあたるためリュツォ・ホルム湾で待機する。第3次南極観測隊は宗谷の待機中にプリンスハラルド海岸の測量を行い、昭和基地への追加輸送も行った。2月4日、ポーラーハブ号から「状況が好転した」との連絡を受けた後、宗谷は2月12日までプリンスオラフ海岸沖の海洋および海底地質調査を行い13日に任務を終えて帰路についた。
1959年1月14日-2月3日の20日間に58便の輸送を行い、村山雅美越冬隊長以下14名の越冬隊員及び資材57tの空輸に成功した。悪天候下の飛行を強行した場面も多く航空界の常識をもっては想像できない飛行を敢行の結果、大型ヘリコプターによる57tの空輸実績は当初の計画の2倍以上の成果を上げ、各国(特にアメリカとソ連)もおおいに注目した。この空輸を基本とした体制は後継艦のふじ、しらせにも受け継がれることになる。
2月23日、ケープタウンに入港。3月3日、D.J.メロイが下船し、ケープタウン出航。4月13日、東京の日の出桟橋に帰港し第3次南極観測行動を完了した。
第4次観測(1959年10月31日-1960年4月23日)
第3次における空輸経験から越冬観測に必要な物資輸送時に昭和号による航空測量を並行実施することは極めて困難であるとの意見が海上保安庁から提出され、検討の結果航空観測は越冬終了のさいに実施されることになり、第4次観測から昭和号は携行しないことになった。第3次観測の経験を踏まえ、航空関連に長けた明田末一郎が船長に就任、宗谷は航空機指揮の一元化及び航空通信を強化するため船橋海図室の後部に航空司令室を新設、後部マストに吊上げ装置を新設、光達距離40キロの航空標識灯を新設、S58は降着装置を水陸両用型から陸上型に交換などの改装をおこなった。
1959年10月31日、明田新船長以下94名の乗組員と立見新隊長以下36名の観測隊員を乗せて、灯台補給船若草、巡視船むつき、げんかい等に見送られ、日の出桟橋出港。11月12日、シンガポール入港。18日、出港。20日、南極観測本部はソ連が昭和基地を航空機の基地連絡中継地として利用することを許可した。その後、第4次観測隊員はオビ号側に共同接岸を申込みオビ号側はそれに同意した。12月11日、ケープタウン入港。14日、ベルギー隊からグリーンランド・ハスキーの子犬をプレゼントされた。22-29日、オビ号との連絡を取り合い、合流は1月1日となった。1960年1月1日、オビ号と合流。2日、昭和基地から43マイルの位置から輸送を開始。この日の夜、明田船長と立見隊長はオビ号を訪問して会談の結果、5日頃当地をはなれることになった。
3日午後、宗谷とオビ号乗組員との親善バレーボール大会開催。4日午後8時、オビ号ドピーニン船長一行が来訪、オビ号の滞在期間延長が決定。7日、オビ号と別れ第1期空輸は終了となった。この時点での輸送量は天候に恵まれたこととオビ号の協力もあって第3次輸送量の57tを上回る77tに達した。16日-18日、第2期空輸。村山前越冬隊長含む8名の隊員を収容。その後は海洋観測をしつつ輸送を行い、2月6日まで103便126t、雪上車による輸送28t含めると総計154tの輸送に成功した。1960年4月16日、沖縄からの要請で第4次観測の帰途、那覇に入港し大歓迎を受けた。17日船内を一般公開、18日夕刻、那覇港を出港。4月23日、東京の日の出桟橋に帰港し第4次南極観測行動を完了した。
第5次観測(1960年11月12日-1961年5月4日)
宗谷の老朽化と海上保安庁でのパイロット不足により通常の業務に支障をきたす事態になり南極観測を第6次で打ち切ることがきまった。5月3日故障して飛行できなくなったS58型202号機を名古屋の修理工場へ輸送することになり東京を出港、4日名古屋港に回航して航空機の陸揚げしたのち一般公開を行って7日東京に帰投。14日東京湾にて海上保安庁の観閲式に観閲船として参加して、16日浅野ドックに回航、ただちに調査工事が開始された。宗谷は帰国することが決まったタロ用の冷房付きの小屋の新設、スペクタルフレームに亀裂が発見されたので新替え、船橋、甲板梁の補強、プロペラに氷が当たった時の応力測定をするトルクメーターの設置、船体のリベット1400本打ち直す等の整備改装をおこない9月30日完工した。
1960年9月16日、第5次観測に備え新三菱重工にて整備中のS58型202号機が試験中横転し大破した。この事故のため出港が1週間遅れ、海上自衛隊からHSS-1対潜ヘリを緊急に借用し203号機として使用することになった。その際海上自衛隊から俵良通中尉がパイロットとして海上保安庁に出向した。1960年11月12日午前10時50分、日の出桟橋出港。24日、シンガポール入港。新鮮な野菜、果物を調達し、30日、出港。インド洋航海中、観測隊員の一人が虫垂炎にかかり船内で手術が行われた。12月8日、インド洋にてマグロ漁船「第八大浅丸」からインドマグロを貰った。宗谷からもお礼の品を贈り別れた。22日、ケープタウン入港。燃料、食料の補給、オブザーバーのウォルター.L.ボクセルが乗船。28日、出港。
1961年1月7日、流氷域に到着。9日、ベル106号機による氷上偵察の結果これ以上の進入は困難と判断し近くの氷盤に横付けし、氷上ヘリポートを設置し空輸拠点とした。昭和基地まで51マイルの地点であった。13日、天候悪化によりヘリポートを撤収して第1期空輸を終了。16日、氷海をでて海洋観測を行ってたところ、天候安定の兆しが見えたので、19日に再び進入開始。20日、長さ70m、幅50m、厚さ8mの氷盤に横付けし、ヘリポートを設置して空輸拠点とし第2期空輸を開始した。同日清水タンク内に浸水が発生していることが確認されたが宗谷は各タンク間等が細かく区画され、異常タンク内が満水状態になるとそれ以上の浸水はなく行動に問題はなかった。25日、氷盤の移動により第2期空輸を終了。30日、第3期の空輸を開始して、2月4日、タロが乗船、第5次越冬隊の必要資材等すべての空輸を終了し繋留していた氷盤を離れ外洋へ向かった。5日、第4次越冬隊員の1人が腹痛を訴え虫垂炎と診断され、すぐに手術となった。7-10日、海洋観測とプリンスオラフ海岸調査飛行、15日、アムンゼン湾でオビ号と行き会った。その後3月2日まで海洋観測、地形や氷状の調査、大陸沿岸の略図をおこなった。3日、氷海を出て氷海行動を終了。同日、生物の資源調査に関しモーリシャス島に2泊3日の寄港の許可が外務省からおりた。7日、捕鯨船「第三極洋丸」の作業艇がやってきて、鯨肉等をもらった。宗谷からも贈り物をし作業艇は帰って行った。14日、ケープタウン入港。20日、ウォルター.L.ボクセルが下船し、ケープタウン出港、モーリシャスに向かった。31日モーリシャスのポートルイスの岸壁に横付けした。4月2日、ポートルイス出港。16-21日シンガポール寄港、5月1日、九州沖で巡視船さつまと会合、南極の氷が入った木箱を2つ贈った。2日、潮の岬おきで巡視船くまのと会合。4日午前10時40分、日の出桟橋に帰投し第5次南極観測行動を終了した。総航程24276海里、所要日数174日。
第6次観測(1961年10月30日-1962年4月17日)
5月13日、海上保安庁の観閲式に観閲船として参加、南極観測終了後、北洋警備の巡視船への転身が決まった。26日、浅野ドック入り。第6次観測の目的は昭和基地の閉鎖、第5次越冬隊の収容および、日本隊の担当区域でまだ地図のない東経35度から45度までの海岸線の航空写真測量を行うことであり、航空測量のためセスナ185を携行することになった。本来なら昭和号が航空測量を担当する事になっていたが昭和号は1961年1月17日、北海道千歳飛行場での飛行訓練を終え羽田航空基地への帰還の最中、釜石沖で不時着水し沈没していた。昨年大破したS58型202号機が復帰、203号機は自衛隊に返還された。
1961年10月30日午前10時55分、巡視船むろと、すみだ等に見送られ、日の出桟橋から出港。11月2日、奄美大島通過。4日バシー海峡、5日バリタン海峡、6日ルソン島沖を航行。11-16日、シンガポール寄港。12月8-16日、ケープタウン寄港。23日、氷縁に到着。ベル47G106号機の組立から試験飛行開始。24-28日、氷上調査実施。29日、202号機で氷上調査を行いながら外洋に出て東航。1962年1月5日、「宗谷」周辺の氷上調査を終了し氷海進入。6日、昭和基地まで114マイルの地点から氷上ヘリポートを作成し空輸開始。7日、201号機により昭和基地へのセスナ302号機の胴体のスリング輸送に成功、同日202号機により302号機の主翼がはいったコンテナのスリング輸送に成功。9日、セスナ302号機の組立完了、昭和基地の飛行場整備。10日、第1期空輸を終了、航空機の50時間整備開始。13日、第2期空輸開始、昭和基地へ派遣中の隊員が虫垂炎の疑いで、202号機で宗谷へ緊急搬送。15日、302号機による航空写真測量開始。18日、第2期空輸終了。24日、宗谷付近の天候悪化により氷縁への移動開始。26日、昭和基地付近の天候悪化により航空写真測量を終了し、302号機の主翼を取り外した。29日、昭和基地にて201号、202号機の15時間整備。2月1日、氷縁に到着、主機関の点検を行った後、氷縁に沿って東航し撤収開始地点に向かった。2-5日、進入を開始したが氷状悪化。ヘリポート設営可能な氷盤がなく漂泊。6日、宗谷付近の天候が回復したが、昭和基地付近が回復しないので、宗谷は長さ30m、幅25m、厚さ4mの氷盤に接舷、昭和基地から70マイルの地点であった。その後基地は天候が回復、空輸を開始したが、宗谷付近が断続する雪のため202号機が着船したのみで中止となった。7日、302号機の主翼コンテナを吊り下げ離陸したところ、揺れが大きくなり201号機の機体に接触したので、基地から1マイルの氷上に降ろし、同機は基地に引き返した。接触した部分を応急修理し飛行可能となった。
8日、船長、航空長が協議の結果、主翼の左右をそれぞれ切断し、201号、202号機の機内に収納して空輸することになった。撤収8便で302号機の切断した片翼と整備員1名が、最終便となった9便で、片翼と村山第5次越冬隊長、吉川第6次隊長が宗谷に帰着し、昭和基地の閉鎖と大陸沿岸の航空写真測量を終了した。9日、宗谷は外洋にでて東航、アムンゼン湾の氷調査に向かった。16日、南極洋を離れ、ケープタウンに針路をとった。26日、ケープタウン、ビクトリアベーシンふ頭に停泊。3月6日、ケープタウン出港。3月30日-4月4日、シンガポール寄港。4月17日、日の出桟橋に帰投。26日、全荷役を陸揚げし、第6次南極観測行動を終了し南極観測船としての役目を終えた。総航程23228海里、所要日数170日。
宗谷は派遣回数と同じ回数の修理・改装を繰り返し、通算6回の南極観測任務を遂行し次のような功績を残した。世界で初めて電離層の船上観測に成功。南極地域において、着岸不可能といわれた前人未到のプリンスオラフ海岸リュツォ・ホルム湾オングル島に着岸し昭和基地を建設し越冬観測実施を可能にした。プリンスオラフ海岸に天測点を設置して、シコルスキーS58により東経35度から45度までの航空写真測量を実施し南極地図作成に貢献した。東経33度から51度までの南極大陸周辺海域の海洋観測、氷上調査、沿岸調査を実施し、1961年3月2日には東経30度41分・南緯69度01分の地点に達し、南進の新記録を樹立した。
ケープタウンに寄港すること前後12回、あたかも定期船の観を呈し、船内の公開では見学のため長蛇の列がつくられ、宗谷に対する親愛感が深く残された。宗谷船中の機械、装備類がことごとく国産品であることから日本の工業力の高さを示し、南アフリカ共和国から宗谷をモデルとした南極観測船R.S.A号の建造を日本の藤永田造船所に発注させるにいたった。
この間前後6回にわたる南極航海における総航程は約144,276海里、総日数1,031日であった。

### 巡視船宗谷 （PL107）
1962年5月13-15日、随伴船に巡視船「もがみ」（PS11）を従え伊勢湾で開催される観閲式に米、英、仏、ソ連、タイの大使館付海軍武官夫妻、運輸大臣、海上保安庁長官を乗せた観閲船として参加した。海上保安庁最大の宗谷は所属船艇の旗艦、模範船として退役するまでトップの座にあった。
6月15日、日本鋼管浅野ドックに入渠し、観測機器、航空機関係の重装備を降ろしたが船体の色は観測船のままだった。8月1日、第三管区海上保安本部所属になる。3日、サケ、マス漁業監視のため北海道第一管区釧路海上保安部へ旅立った。24日、監視任務を終え函館に入港、燈台補給船時代の最後の船長だった松原船長は函館海上保安部長になっていた。松原部長の指揮のもと第一管区所属の全巡視船を集合させ宗谷のための観艦式がおこなわれた。同日午後11時、三宅島の雄山噴火の報せ受けた宗谷は急遽、東京湾に急行した。9月14日、館山に疎開した学童約2千名を島に送り届けた。
9月28日、金華山沖南東1500キロの海域でマグロ漁船「第六海進丸」から医療救助の通報が横浜海上保安部に入り出動命令が下った。横浜日赤病院の外科医と看護婦2名を乗せた宗谷は漁場へと急いだ。翌29日、同じ海域で操業中の「第六金良丸」からも急患発生との緊急連絡が入った。翌30日午後8時50分、横浜沖約1千キロの地点で「第六金良丸」会合。医師は急性盲腸炎と診断しすぐさま手術となった。同日「第六海進丸」の急患が到着、手術が終わった直後の午後11時53分、運び込まれた患者は意識不明だった。硬膜下血腫と判断した医師は上陸してからも間に合うと判断し横浜港に向かった。10月3日午前10時20分横浜港に入港、患者は手術を受け助かった。これが、宗谷が巡視船となって初めての医療救助活動だった。
1963年（昭和38年）2月、オホーツク海の流氷調査のため第一管区に派遣、この時小樽港から北杜夫と柴田鉄治が取材で乗り込んでいる。その後、4月1日北海道第一管区海上保安本部に移籍。第一管区に移籍した後の宗谷の一年のスケジュールは、12〜2月に北洋前進哨戒、3月上旬から、北海道大学と協力して流氷観測、調査。4月、観閲式に備えて浅野ドック鶴見造船所にて整備。5月、観閲式。6-7月、釧路にて医師と医療器具を積み込み北洋サケ・マス医療前進哨戒、8月、津軽海峡を中心に巡視、9月、20日間ほどの整備。10月函館ドック入り、11月、津軽海峡を中心に巡視。また、宗谷は保安庁最大の巡視船のため海洋少年団の体験航海、各地の慰霊、遺骨収集等、しばしばピンチヒッターとして使用された。
1963年10月2日、コレラの海上封鎖のため、さど（PM03）、ちふり（PM18）、すみだ（PS55）を率いて李ラインに向けて出港。11月まで、朝鮮からの密入国者の取り締まりを行った。
1964年（昭和39年）1月、ウルップ島で座礁した第八共進丸の乗組員全員を救出。2月、初代ふじ艦長に内定された本多敏治一佐を乗せオホーツク海での氷海航海訓練を行った。1964年4月6日、巡視船「てんりゅう」（PS03）が紋別港沖で流氷にはさまれて行動不能となった漁船5隻の救助作業中、流氷により行動不能になり、9日、宗谷に救出された。
1965年（昭和40年）5月、小笠原墓参団を芝浦ふ頭から乗せ父島・母島及び硫黄島にて慰霊祭を行なった。この年から小笠原諸島が返還されるまで毎年行われた。7月15日、 二代目南極観測船「ふじ」就役にともない南極観測船としての役割を正式に終える。1965年10月25日、宗谷、海鷹丸の観測をもとにした、詳細な南極海図が完成。この海図はふじの晴れの壮途に間に合うように作られた。
1966年（昭和41年）3月5日、南極観測船時代の搭載機だったS58-型ヘリコプターMH202号機が全日空羽田沖墜落事故の遺体捜索中にエンジントラブルにより海に墜落し失われた。この事故で亡くなった3人の中1人の里野光五郎機長はタロとジロを発見した時のパイロットであり、3次観測以降のエースパイロットでもあった。
1970年（昭和45年）3月16日、カムチャッカ方面を哨戒中、釧路保安部から「単冠湾へ急行せよ」と緊急指令が入った。19隻の漁船が吹雪と流氷のために遭難し、1隻は陸に乗り上げ大破した。残りの18隻中11隻は損傷しながらも流氷群から脱出したが、他の7隻は転覆行方不明2隻、船体放棄後沈没3隻、船体放棄後救助されたもの2隻、これら8隻の乗組員114人の中30人は死亡行方不明となる大惨事となった。生存者84人は流氷を渡り18日択捉島に上陸しソ連に保護された。宗谷は、だいおう、えりも、りしりと合流し救難探索及び指揮に当たった。22日午前9時、宗谷は単冠湾内でソ連警備艇から84名を引き取り、23日釧路港に残る流氷を砕氷し入港、生存者を下船させた後、再び流氷群に引き返し行方不明の2隻を探索したが成果もなく27日探索を打ち切り、汽笛を鳴らし黙祷を捧げて現場を離れた。この海難を契機に第一管区海上保安部内に流氷情報センターが設置され、流氷観測、通報体制が強化されることになった。この頃から漁民の間で「福音の使者」「北洋の守り神」といわれるようになる。
1970年4月、東京にて整備中に巡視船本来の色に塗り替える。1972年（昭和47年）3月7日、稚内市長の要請で出動し午前9時宗谷湾の流氷群に突入、北防波堤から700mまで進んだが厚さ2m以上の氷盤にはばまれ、いったん外海に脱出し午後再突入、煙突から火柱をたてながら奮闘し午後4時湾内を突破し底引漁船や貨物船16隻、午後7時、半底引漁船3隻、翌8日湾外の北防波堤付近の貨物船2隻を外海誘導に成功した。
この年から海上保安学校は半年制の普通科から、一年制の本科に改正された。教育、訓練の充実に大型の練習船による長期練習航海を実施することで、日常の船内の生活を体得でき、それがシーマンシップの育成に大きく貢献するということは、海上保安庁幹部の一致した意見だったが、現場の巡視船艇さえ十分な勢力でなく、専用の練習船など予算的に実現の見込みがなかった。この解決策として乗組員以外にも（南極観測隊員用として）多数の部屋とベッドを備える宗谷を一時的に練習船として使用する方法が採られた。初めての長期練習航海は10月から11月にかけて、三グループに分かれて、舞鶴-函館間を約一週間ずつ行った。
1972年（昭和47年）から「宗谷」は海上保安学校（京都府舞鶴市所在）の練習航海で、若き海上保安官候補生を乗せて航海の実際を教える教育船としての顔を持つようになる。
1974年（昭和49年）1月10日オホーツク海の流氷が紋別陸岸から視認できるところまで接近し、11日から13日かけて急速に発達した。紋別海上保安部は漁業協同組合に出港を自重するように通達したが13日早朝に漁船1隻が強行出港したため他9隻も相次いで出港した。これを知った海上保安部は「てんりゅう」に護衛のため出動を命じた。これらの漁船は紋別沖500m付近流氷にて航行困難となり6隻は自力で脱出し、2隻は反転し紋別港に引き返したが残り2隻は反転できず、「てんりゅう」の水路啓開により辛うじて紋別港に帰港した。「てんりゅう」も反転し紋別港に向かおうとしたが、氷状が悪化し航行不能になった。15日「宗谷」はソ連から抑留漁船員を引き取って釧路に入港後、「てんりゅう」救出の要請を受け出動、この時、千歳航空基地所属のベル212型ヘリコプター「MH516号」を一時的に搭載、16日現場に到着、MH516号と協力して開氷路を作って誘導、17日氷海からの救出に成功した。
1975年（昭和50年）8月「対馬丸」海上慰霊祭に派遣され、22日に遺族が乗船、トカラ列島の悪石島沖にて午後10時12分から慰霊をおこなった。1976年（昭和51年）4月8日、最後の船長となる有安欣一船長が就任。月下氷人の愛称をつける。
1977年（昭和52年）5月8日、観閲式の後、南極観測20周年記念OB会が宗谷船上にて開催。8月1日、灯台補給船が廃止され後継船の若草が解役され、9月9日、LL01つしまが後継船として就役。新海洋秩序時代の到来により解役の話が出始める。1978年（昭和53年）3月12日、稚内港の流氷群を砕氷し、とじこめられていた漁船41隻を外洋に導いた。

### 解役
1978年3月18日、ふじの5年以内の観測船引退が決まり、調査研究目的で村山元越冬隊長が訪れた。 3月22日、根室半島沖にてふじの後継艦建造計画 に関する砕氷実験をおこない、高さ二m、直径二十mの氷盤を砕氷した。1978年5月14日、海上保安庁創立三十周年の観閲式に観閲船として参加。
竣工から40年以上が経過した1978年7月3日、ついに解役が決まり、最後の任務として舞鶴海上保安学校学生の実習をかねた全国14の港を巡る「サヨナラ航海」を実施し各港で、「サヨナラ宗谷船内公開見学会」を開いた。1978年8月2日-4日西舞鶴港第2ふ頭、5日-7日門司港第2岸壁、7日-9日広島港外貿ふ頭、9日-12日高松港中央ふ頭、12日-14日神戸中突堤、15日-17日名古屋港西ふ頭、18日-19日横浜大さん橋、19日-20日東京晴海ふ頭、21日-22日塩釜港貞山ふ頭、23日-25日函館中央ふ頭、26日-27日小樽港第2ふ頭、29日-30日新潟港中央ふ頭、9月2日-3日青森港浜町ふ頭にて見学会が開催された。
7月29日函館を出港、31日当時、引退後の宗谷を誘致していた福井県の福井新港開港記念式典に参加。8月2日舞鶴港では海上自衛隊舞鶴音楽隊のファンファーレを奏で迎えられた。9月2日の青森港には17000人が押し寄せた。歓迎飛行の海上自衛隊大湊地方隊のヘリコプター2機が飛来し宗谷の飛行甲板に大湊総監・江上純一海将の「同じ海上に勤務する者として輝かしい宗谷の栄光と歴代乗組員の努力に最大の敬意を表します」というメッセージが投下された。一日船長の春日八郎（歌手）が「さよなら宗谷」を歌った。岸壁では陸上自衛隊第九音楽隊が太平洋行進曲を演奏した。
9月4日、稚内市へ最後にもう一度と、青年会議所が海上保安庁に陳情してサヨナラ航海番外編が実現することになった。9月5日、保存先が船の科学館に決まった。9月23日、天北一号埠頭に接岸した宗谷は陸上自衛隊第二師団のブラスバンドの演奏に迎えられた。翌24日、11000人の見学者を迎えた。同日の夜、稚内港を出港。9月28日午前9時、秋晴れの空に「UW1（ご幸福を）」の国際信号旗を掲げた宗谷は「蛍の光」「錨を上げて」の演奏に見送られ長年の母港だった函館港をあとにした。
1978年（昭和53年）10月2日、竹芝桟橋にて解役式を迎え退役。解役式には歴代の海上保安庁長官や宗谷の歴代船長を始め、南極観測隊員として乗り組んだ者など宗谷にゆかりある人たちが出席した。海上自衛隊音楽隊が演奏する国歌とともに、国旗、海上保安庁庁旗、長官旗がおろされ、有安船長から高橋壽夫長官に返納されて式典は終わった。
巡視船の解役式に海上保安庁長官自らが出席したのは、2025年現在でも宗谷のみである。
北海道の第一管区海上保安本部に移籍した1963年から1978年の15年間で航海日数3000日以上、海難救助出動は350件以上、救助した船125隻、1000名以上の救助実績を揚げ「海の守り神」という異名をもつ事になった。
1978年11月22日、後継船としてヘリコプター搭載型巡視船「そうや」（船番号：就役当時PL01、のちPLH01）が就役し、2025年現在も本船に次ぐ海保最古参の現役巡視船として任務に当たっている。

### 展示
- 1979年（昭和54年）5月1日から、東京お台場にある船の科学館で前甲板及び飛行甲板の一般公開を開始。
- 1980年（昭和55年）7月20日、全面公開開始。
- 1982年 1月18-3月15日にかけて船体外部の全面塗装、船名文字・ヘリコプター着艦標識・錨塗色の観測船時への復元を中心とする修復工事を実施。
- 1990年（平成2年）船内に空調設備を新設[247]。
- 1996年（平成8年）大規模な整備工事を実施。総工費1億4,800万[248]。
- 2006年（平成18年）8月見学者670万人突破、南極観測50周年を記念して宗谷とタロ、ジロが写った切手と記念硬貨の発行、8月30日-11月3日にかけて整備工事実施、11月8日、宗谷南極観測出港の再現が宗谷で行われた。
- 2007年（平成19年）12月26日から2008年3月11日まで整備工事実施、2月16日には宗谷の戦友会「軍艦宗谷会」が中心となり靖国神社より権宮司を招き誕生70年を祝う古希祭が執り行われた。参加した人々は宗谷の建造や改造に関わった者、地領丸、特務艦、復員船、灯台補給船、南極観測船、巡視船様々な時代の宗谷に関わった人々が集まった。11月6日から2009年3月26日まで整備工事実施。
- 2010年（平成22年）チリ地震の津波により、船の科学館は宗谷への乗船を一時停止した。
- 2015年（平成27年）9月23日、宗谷船尾甲板にて海と船のコンサート「SOYA FES」が開催された。

保存船としての宗谷は、現在も海上保安庁特殊救難隊の特殊訓練所としても使われている。船の科学館に保存先が決まった時、当時の館長笹川良一は「不可能を可能にした強運と奇跡の船」と称えた。なお、成田空港への航空燃料パイプライン敷設の見返り要求を千葉市が国に求めた際、宗谷の払い下げも含まれていた。成田空港の重要性から要求の多くを国が呑んで1978年8月に合意に達したが、宗谷払い下げについては拒否された。
南極観測船としての大改装の後、設計上の耐用年数を遥かに超えてからも北洋で酷使され、さらに退役・係留後の経年劣化により船体の傷みが進んでいる。維持管理には多額の資金が必要とされ、募金活動が行われている。2003年3月から宗谷保存募金を開始し、2011年3月末までに10,717,649円を集め、2014年12月1日-2015年1月3日まで整備工事のため見学と公開を休止。2015年1月4日、修理完了に伴って見学が再開された。
2016年（平成28年）7月21日、東京都が近隣に建設する「東京国際クルーズターミナル」の工事に伴う隣接桟橋への移設のため、2016年9月1日から2017年3月31日までの間、一般公開を休止することが発表された。2016年（平成28年）9月22日、上記工事のため、宗谷は37年ぶりに約100メートル先の対岸にタグボートの誘導によって移動した。
南極観測船当時の雰囲気を極力再現しつつ、3か月間の修復工事が行われ、船内の展示室も一新され、2017年（平成29年）4月1日に一般公開が再開された。
2018年（平成30年）2月16日、進水から80年を迎えた宗谷は満船飾を行なった。
また、2018年11月17日には「“宗谷”運営維持協力金」を払った見学者先着80人に、宗谷の修繕で出た甲板の木材を利用したキーホルダーを配布した。

## 要目

### 1956 - 1962年(南極観測船)
- 純トン数：1,142 t（第6次）
- 総トン数：2,736 t（第6次）
- 排水トン :（満載）4.614t（第6次）
- 信号符字 : JDOX
- 全長：83.7 m

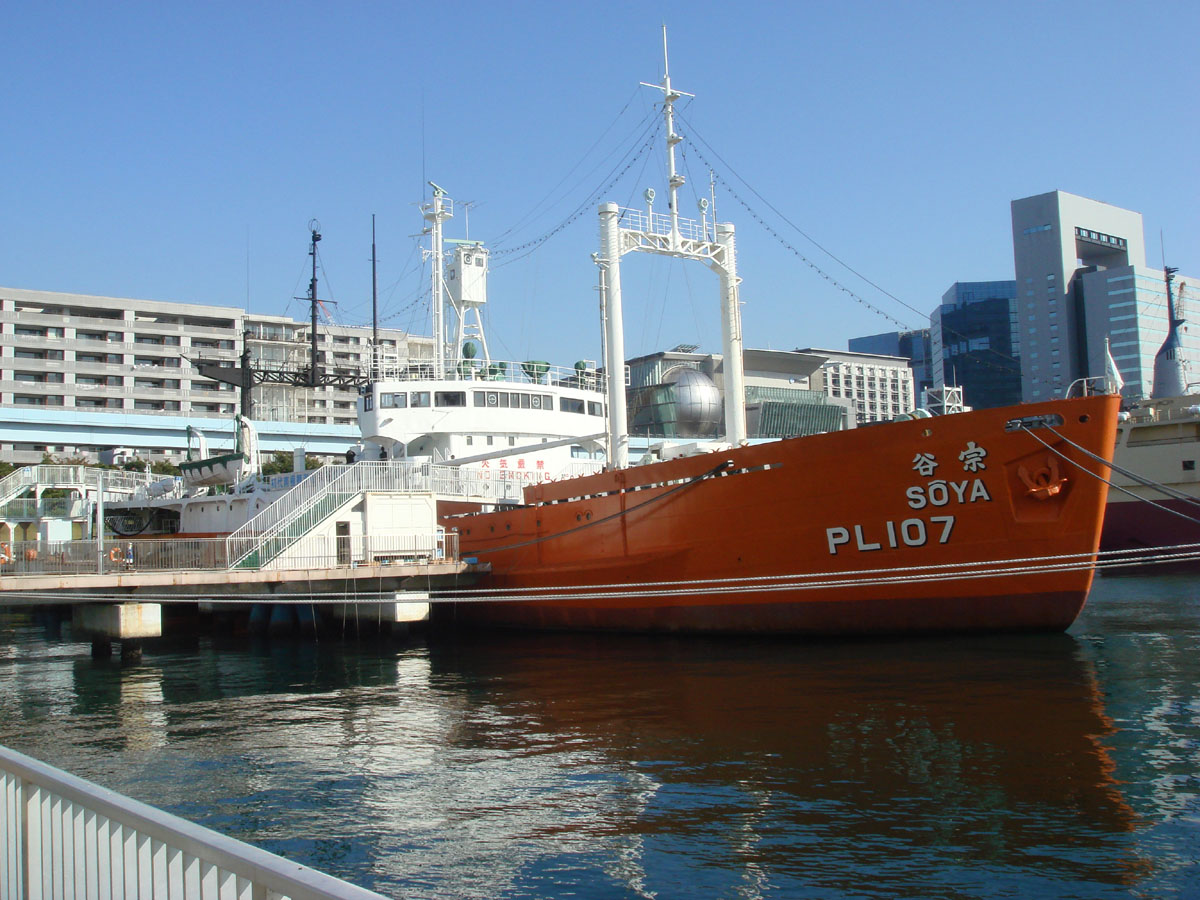
船の科学館に展示される宗谷

- 全幅：12.8m（ バルジ無し）15.8 m（バルジ含む）17m（ヘリ甲板含む 第3次以降）
- 速度：12.3 kt
- 機関：ディーゼル機関2基、2軸
- 出力：4,800馬力
- 航続距離：11ktで16,400浬（第3次-6次）（燃料:重油658t）
- 搭載機
  - シコルスキーS-58型ヘリコプター 2機（第3次-6次）
  - ベル47G型ヘリコプター 2機（第1次）
  - ベル47G2型ヘリコプター 2機（第2次-6次）
  - セスナ180型「さちかぜ」1機（第1次）
  - デ・ハビランド・カナダ DHC-2「昭和号」1機（第2次-3次）
  - セスナ185型1機（第6次）（いずれも露天繋留）
- 砕氷能力：1.2 m（第1次から0.2m強化）
- 清水407t、燃料（重油）658tを満載時、11ktで60日間の連続航行が可能（第2次-6次）
- 貨物積載量：500 t（第2次以降、観測用物資、初期値400 tから増量）
- 航海計器：レーダー レイセオン社製×2[4]・ソナー QCU-2型×1[4]・測信義 中浅海×1　極深海×1[4]
- その他：デリックブーム、5t×2、3t×2、2t×2、電動ウインチ、3t×30m×4、3t×2、11m大発型救命兼作業艇×1、9m救命艇×1、8m救命艇×1、7.5m救命艇×1、[258]搭載機用燃料タンク60000ℓ（第3次以降）[259]

※当初、搭載ヘリコプターは小型のベル47G観測機2機であったため、ヘリ甲板前方に格納庫を有していた。第2次南極観測の失敗を元に昭和基地への物資輸送をヘリコプターによる空輸に切り替え大型のシコルスキーS-58型2機を追加で搭載、格納庫の容量が不足したため第3次改装の際に格納庫を撤去してヘリ甲板を拡大、露天繋留による暴露積載とし、小型ヘリコプターのベル47G2は分解して箱詰めされた状態で飛行甲板上に搭載された。
- S-58型ヘリコプター1号機は1973年に退役後、南極観測当時の塗装に戻し1974-1998年まで東京・上野の国立科学博物館にジロと共に保存されていたが、1999年から筑波の保存庫に移った。

### 1963 - 1978年(巡視船)
- 純トン数：1,025 t
- 総トン数：2,734 t
- 排水トン :（満載）3.853t
- 信号符字 : JDOX
- 全長：83.7m

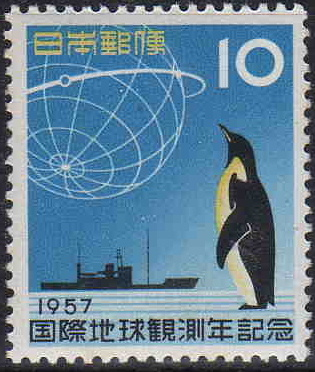
日本が発行した国際地球観測年記念切手。宗谷のシルエットが描かれている。

- 全幅：15.8 m（バルジ含む）17m（ヘリ甲板含む）
- 速度：13.5 kt
- 機関：ディーゼル機関2基、2軸
- 出力：4,800馬力
- 航続距離：12.7 ktで18,578浬（燃料:重油658t）
- 搭載機：なし
- 兵装：なし
- 減揺タンク装備（1965年5月）
- 母港：函館港

※任務や訓練によってはベル212型ヘリコプター等を一時的に搭載した。1976年9月左舷後部及び右舷前部の救命艇をダビットごと撤去。

## 宗谷を題材とした作品
- NHKの番組「プロジェクトX」（『運命の船・宗谷発進』 2001年2月13日）において宗谷の活躍が放映された。
- 本船の生涯は1984年（昭和59年）にテレビ東京で放映された「宗谷物語」でアニメ化された。
- 文部省（現：文部科学省）の依頼により開発されたダッチワイフ（弁天さん）も南極地域観測隊と乗船したと言い伝えられている。ダッチワイフの別称「南極1号」はこれが由来である。
- 1963年6月に北杜夫が「どくとるマンボウ氷海をゆく」と題して宗谷航海記を小説中央公論にて掲載[260]。また、1963年3月柴田鉄治が「白いオホーツクをゆく『宗谷』同乗記」を朝日新聞北海道にて連載しており、二人は同時に同じ航海に参加していた[261]。
- 1983年8月に宗谷の船長となって日本から昭和基地に物資を運ぶシミュレーションゲーム『南極物語』(PC-8801、FM-7、X1、MSX)がポニカレーベルから発売された。
- 2011年10月～12月 木村拓哉主演 TBS系ドラマ「南極大陸」に宗谷が大々的に撮影された。
- 2012年6月4日、アートファイブより海上保安庁DVDシリーズVol.2南極観測船「宗谷」と巡視船「そうや」が発売された。
- 2021年5月21日、艦船擬人化ゲーム『艦隊これくしょん -艦これ-』に宗谷を擬人化したキャラクターが実装された。これに際して宗谷の保存先の船の科学館がTwitterにて反応している[262]。